# Petre Dumitrescu
Petre Dumitrescu, romunski general, * 18. februar 1882, † 15. januar 1950, Bukarešta, Romunija.